# Fernando Botero
Vous lisez un « bon article » labellisé en 2010.
Pour les articles homonymes, voir Botero.
Fernando Botero, né le 19 avril 1932 à Medellín et mort le 15 septembre 2023 à Monaco, est un peintre et sculpteur colombien.
Il est réputé pour ses personnages aux formes rondes et voluptueuses inspirés de l'art précolombien.
Il s'est lui-même surnommé ironiquement « le plus colombien des artistes colombiens ». Sa carrière commence réellement en 1958, lorsqu'il gagne le premier prix du Salon des artistes colombiens (espagnol : Salón de Artistas Colombianos). Sa Nature morte à la mandoline, datant de 1957, constitue la première manifestation de son œuvre inspirée de l'art précolombien et populaire.

## Biographie

### Jeunesse
Fernando Botero, de son nom complet Luis Fernando Botero Angulo, naît le 19 avril 1932 à Medellín, en Colombie,. Il est le fils de David Botero (1895-1936) et de Flora Angulo de Botero (1898-1972) qui eurent encore deux autres garçons, Juan David (né en 1928) et Rodrigo (né en 1936). Il passe son enfance à Medellín, dans le quartier Boston, où il est remarqué pour son habileté au football et à la danse.
Fernando Botero n'a que quatre ans lorsque son père, agent de commerce qui gagnait sa vie en parcourant à cheval la région de Medellín, meurt prématurément. Aidé par un de ses oncles, sa mère continue à l'élever avec ses deux frères.

### Études
À Medellín, il fait ses études primaires à l'Antioquia Ateneo et, grâce à une bourse scolaire, il poursuit ses études secondaires au collège jésuite Bolívar. En 1944, le jeune Fernando est inscrit par son oncle, adepte passionné de corrida, dans une école taurine où il passe deux années. Il est traumatisé par cette école, y développant en effet une peur des taureaux. Cependant, il reste fasciné par l'univers de la tauromachie et ses premiers dessins ont pour objet principal des toreros et des taureaux. Il peint ainsi plusieurs tableaux ayant pour thèmes les corridas, particulièrement lors des années 1980.
Dès 1948, alors que Botero a tout juste 16 ans, ses dessins sont publiés dans le supplément dominical d'El Colombiano qui est un des journaux les plus importants de Medellín. À cette époque, les principales influences de Botero sont l'art précolombien ainsi que les œuvres des muralistes mexicains, tels que Diego Rivera (1886-1957), José Clemente Orozco (1883-1949) et David Alfaro Siqueiros (1896-1974). Ses cours en histoire de l’art lui font également découvrir les peintres européens, et notamment Pablo Picasso.
En 1949, peu de temps après avoir reçu un blâme du directeur de son collège pour des dessins de nus destinés à El Colombiano, Botero en est finalement expulsé pour avoir écrit un article sur l'art contemporain européen, « Picasso y la inconformidad en el arte » (« Picasso et le non-conformisme en art ») publié dans l'édition du 17 juillet de El Colombiano. Il termine ses études au collège San José, à Marinilla, ville proche de Medellín, puis au lycée de l'université d'Antioquia.

### Premières expositions
En janvier 1951, il s'envole pour la capitale, Bogota, où il fréquente diverses personnalités telles que l'écrivain colombien Jorge Zalamea. Il s'intéresse également à la littérature de Pablo Neruda (1904-1973) et de Federico García Lorca (1898-1936) et s'initie au courant littéraire du réalisme magique. En juin de la même année, il y présente sa première exposition individuelle, composée de vingt-cinq dessins, aquarelles, gouaches et tableaux à l’huile, à la galerie Leo Matiz. C'est un succès car il parvient à vendre quelques toiles, ce qui l'incite à continuer et à peindre à Tolú sur la côte caraïbe ainsi que sur les îles du golfe de Morrosquillo.
Lors d'une deuxième exposition réalisée en mai 1952 par la même galerie, Botero présente les œuvres qu'il a réalisées sur la côte des Caraïbes. En août, grâce au tableau Frente al mar (Sur la côte), il remporte le deuxième prix du neuvième Salon des artistes colombiens qui se tient à la Bibliothèque nationale à Bogota. Puis, avec le montant du prix qui s'élève à 7 000 pesos, il décide de faire un voyage en Europe.

### Ses débuts en Europe

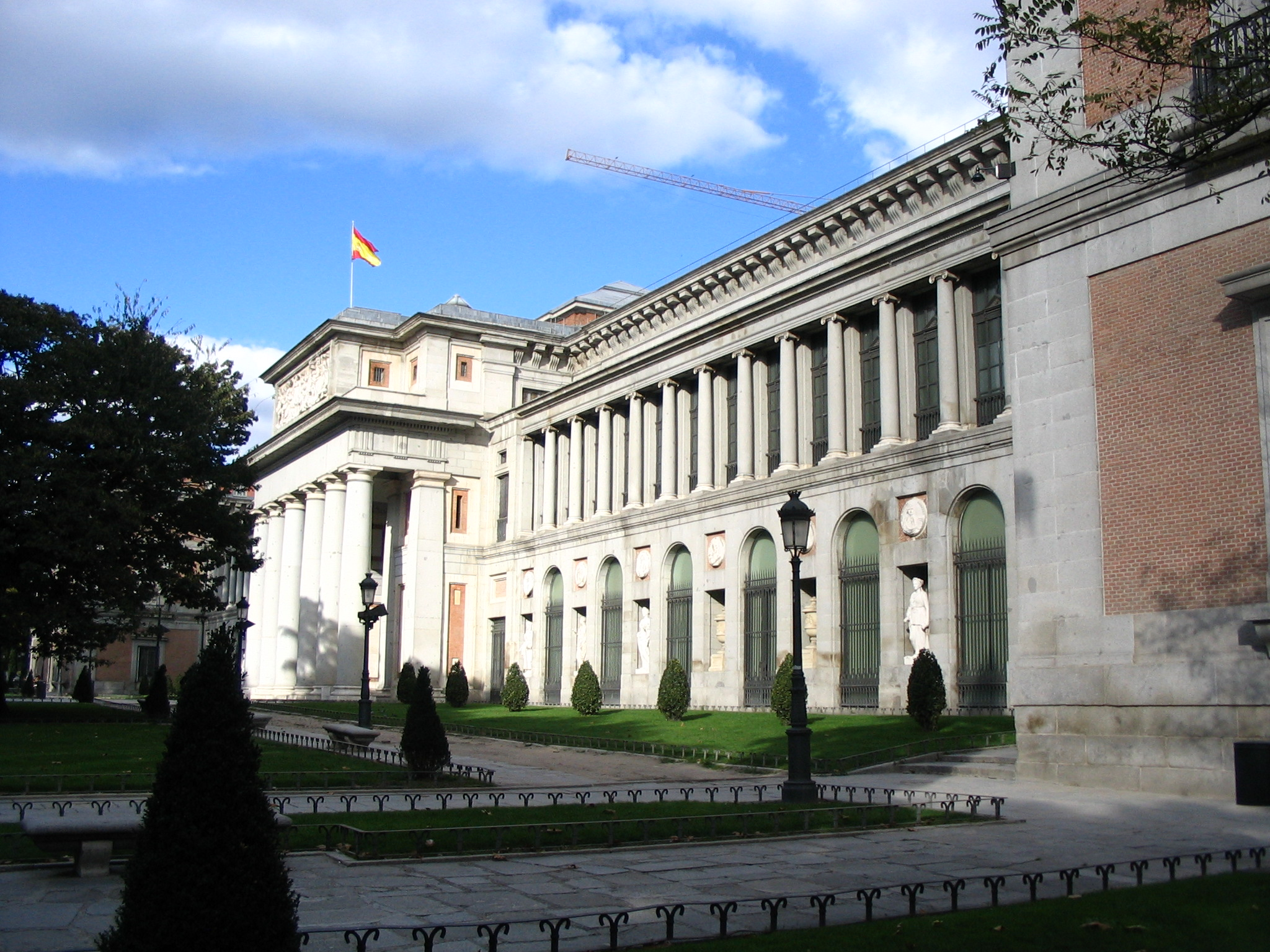
Le musée du Prado à Madrid.

En août 1952, après un court séjour à Barcelone, Botero se rend à Madrid où il s'inscrit à l'Académie royale des beaux-arts Saint-Ferdinand (Real Academia de Bellas Artes de San Fernando). Au musée du Prado, il étudie les œuvres de maîtres espagnols comme Diego Vélasquez et Francisco de Goya qu'il prend pour modèles.
Par la suite, Botero effectue un court séjour en 1953 à Paris, où déçu par les œuvres contemporaines du musée d'art moderne de la ville de Paris, il étudie les maîtres anciens au musée du Louvre. Puis il part en Italie, dans la ville de Florence, où il est admis à l'Académie San Marco. Il y étudie les techniques de la fresque, attiré par l'art de la Renaissance italienne, et copie certaines œuvres de Giotto di Bondone et de Andrea del Castagno. Le soir, il apprend également l'art de la peinture à l'huile dans un atelier de la via Panicale qui avait appartenu au peintre Giovanni Fattori.
En 1954, il assiste à plusieurs conférences de l'historien de l'art italien Roberto Longhi à l'université de Florence (Università degli Studi di Firenze), s'intéressant de plus en plus au Quattrocento, notamment à travers l'œuvre des peintres Paolo Uccello et Piero della Francesca,. Il sillonne le pays à moto, visitant Arezzo pour voir des peintures de Piero della Francesca, puis Venise, Sienne et d'autres centres historiques de l'art italien.

### Retour en Amérique

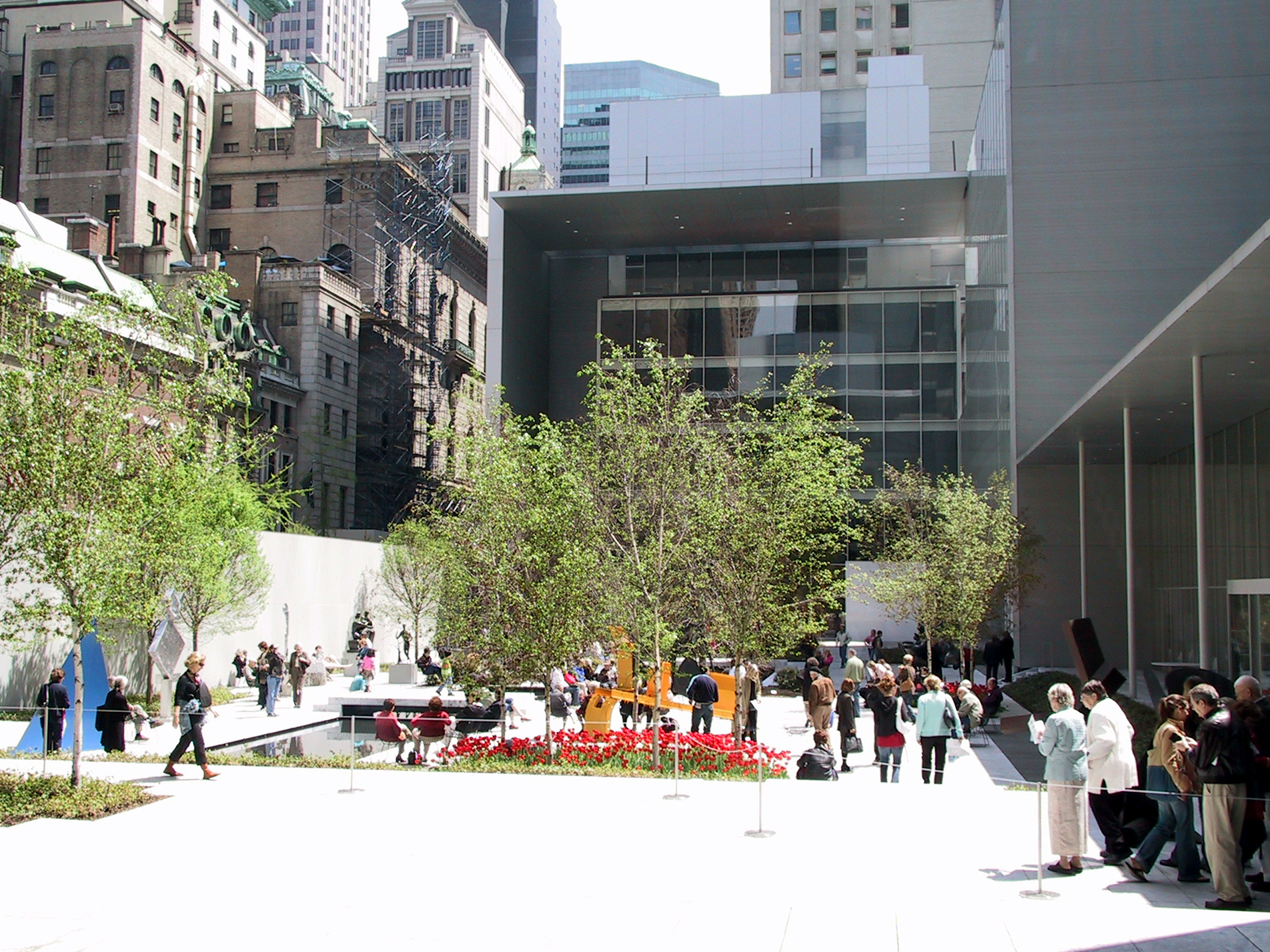
Le musée d'art contemporain de New York (Museum of Modern Art).

En mars 1955, Fernando Botero décide de retourner à Bogota. Deux mois plus tard, son exposition de vingt peintures ramenées d'Italie à la Bibliothèque nationale s'avère être un échec, aucune peinture n'étant vendue et son œuvre étant vivement condamnée par les critiques, la seule référence alors admise étant l'École de Paris. Afin de pouvoir vivre, Botero travaille temporairement en tant que vendeur de pneus puis assure des travaux graphiques pour la presse. En décembre, il se marie avec Gloria Zea. Tous deux partent s'installer à Mexico en 1956 où naît Fernando, leur premier enfant.
En 1957, avec le tableau Nature morte à la mandoline, l'artiste découvre, pour la première fois, la possibilité de dilater les formes et d'exagérer les volumes. Il trouve ainsi un style qui lui est propre. En avril de cette même année, Botero se rend à Washington pour sa première exposition personnelle aux États-Unis organisée par l'Union panaméricaine. Lors de son séjour sur le territoire américain, il visite plusieurs musées à New York dans lesquels il découvre l'expressionnisme abstrait. Il fait la rencontre de Tania Gres qui a ouvert une galerie à Washington et qui est pour lui un important soutien financier et moral.
En mai 1957, à Bogota, il remporte le deuxième prix du dixième Salon des artistes colombiens pour sa peinture intitulée Contrepoint. En 1958, année de naissance de sa fille Lina, Botero est nommé professeur de peinture à l'Académie des arts (Academia de Bellas Artes) de Bogota dans laquelle il demeure jusqu'en 1960, année qui voit la naissance de son deuxième fils, Juan Carlos. Alors que sa renommée ne cesse de grandir, ses services sont requis pour illustrer la nouvelle de l'écrivain Gabriel García Márquez intitulée La siesta del martes (La Sieste du mardi), illustrations qui seront également publiées dans El Tiempo, grand quotidien national. Lors du onzième Salon des artistes colombiens en 1958, sa peinture La alcoba nupcial (La Chambre des époux) est rejetée par le jury. Finalement, Botero obtient le premier prix pour cette œuvre, le jury ayant reconsidéré son verdict à la suite de la vague de protestations engendrée par sa décision dans la presse et le monde artistique de Bogota.
En 1959, il peint une série de dix tableaux d'après Vélasquez où l'on retrouve un style basé sur une peinture monochrome associé à des touches nerveuses qui rappellent l'expressionnisme abstrait. La même année, il réalise l'œuvre intitulée Apoteosis de Ramón Hoyos,, un tableau de 1,72 mètre de haut sur 3,24 mètres de large, sur le thème du triomphe du coureur cycliste, Ramón Hoyos, quintuple champion du Tour de Colombie.
En 1960, Botero quitte la Colombie pour la troisième fois et part vivre à New York. Il expose en octobre, à la galerie Gres, les séries Nino de Vallecas d'après Vélasquez qui surprennent ses collectionneurs habitués aux peintures plus colorées des débuts de l'artiste. En novembre, il gagne le prix Guggenheim International Award pour la Colombie avec son œuvre La Bataille de l'archi-diable. La même année, après un peu moins de cinq ans de vie commune, il quitte sa femme. En 1961, Dorothy Miller, directrice du musée d'art contemporain de New York (Museum of Modern Art), achète la toile Mona Lisa, à l'âge de douze ans que Fernando a peinte en 1959 et qui est une parodie de La Joconde de Léonard de Vinci.
En 1964, l'artiste épouse Cecilia Zambrano avant de divorcer en 1975. Sa peinture Pommes remporte le deuxième prix au salon Intercol des jeunes artistes du musée d'arts modernes de Bogota. Il étudie l'art du peintre baroque flamand Pierre Paul Rubens et réalise quatre tableaux d'après des portraits d'Hélène Fourment.

### À travers le monde
À partir de 1967, Botero voyage régulièrement entre la Colombie, New York et l'Europe. Il visite ainsi l'Italie et l'Allemagne où il étudie l'œuvre de l'artiste allemand de la Renaissance, Albrecht Dürer, ce qui lui donne l'inspiration pour réaliser une série de grands dessins au fusain sur toile nommée Dureroboteros. Durant cette période, Botero réalise également plusieurs peintures à partir du tableau Le Déjeuner sur l'herbe d'Édouard Manet. La première exposition du peintre colombien à Paris a lieu en septembre 1969, à la galerie Claude Bernard.
En 1970, Pedro, le troisième fils de Botero, naît à New York. Cet événement inspire au peintre une série de tableaux qui représente les premières années de la vie de son enfant comme Pedro à cheval (1971). En 1973, Botero quitte les États-Unis et s'installe à Paris où il réalise ses premières sculptures. En 1974, son fils Pedro, âgé de quatre ans, meurt dans un accident de la route en Espagne, le peintre lui-même étant grièvement blessé. À la suite de cette tragédie, Botero réalise de nombreuses œuvres en mémoire de son fils décédé.
Entre 1976 et 1977, Botero s'adonne essentiellement à la sculpture, avec pour résultat la réalisation de vingt-cinq œuvres. En 1976, à la suite d'une rétrospective de son œuvre au musée d'art contemporain de Caracas, il se voit décerner la médaille Andrés Bello par le président du Venezuela. L'année suivante, il épouse Sophía Vári et, en reconnaissance des services rendus à la Colombie, reçoit la Croix de Boyacá par le gouvernement régional d'Antioquia.
En septembre 1981, il est invité par Vogue Paris à illustrer les collections de couture : il réalise une série de quinze peintures et douze dessins. Deux ans après, Fernando Botero réalise une série d'illustrations pour Chroniques d'une mort annoncée de Gabriel Garcia Márquez qui paraît dans le premier numéro de Vanity Fair et part installer un atelier à Pietrasanta en Italie, connue pour la qualité de ses fonderies, afin de pouvoir travailler sur ses sculptures. C'est à cette époque qu'il rencontre le sculpteur Marino di Teana ou Augustin Cardenas qui travaillait ensemble à Carrare. À partir de 1984, il peint presque exclusivement des scènes de tauromachie pendant deux ans. Ses tableaux intitulés La Corrida vont être exposés dans de nombreux pays tels que l'Allemagne (Munich, Brême), l'Espagne, l'Italie (Milan, Naples), le Japon ou le Venezuela.
Membre du Conseil artistique de la Fondation Prince Pierre de Monaco depuis 1994, il en devient membre honoraire à partir de 2005.

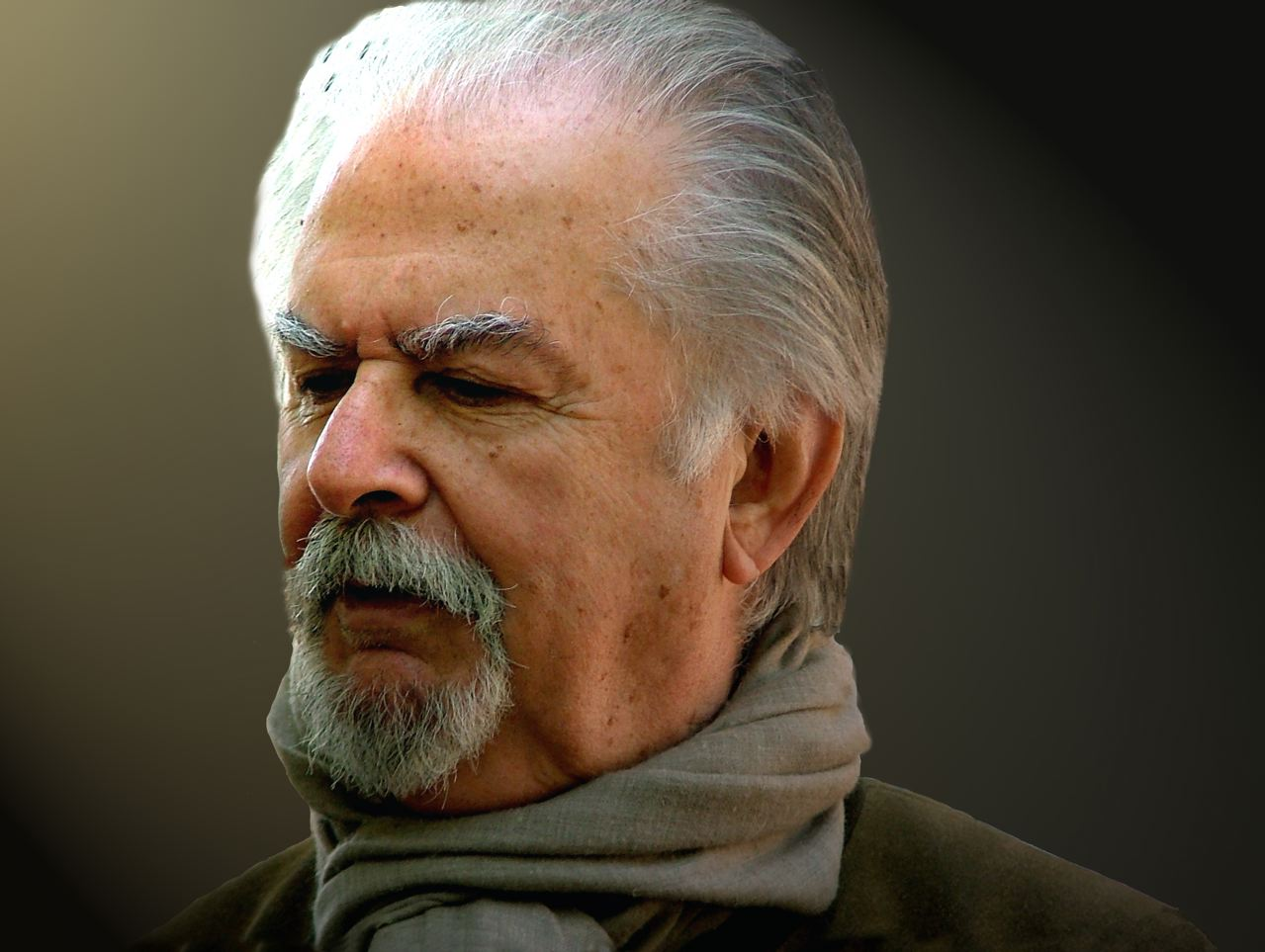
Fernando Botero en 2006.

Le 10 juin 1995, lors d'un attentat à Medellín qui cause la mort de 28 personnes et en blesse 217 autres, la sculpture de bronze de Botero, L'Oiseau, est détruite. En guise de message de paix, l'artiste fait don à la ville d'une nouvelle sculpture destinée à être placée près de celle qui a été pulvérisée.
En 2004, Fernando Botero s'insurge contre les mauvais traitements subis par les prisonniers de la prison d'Abou Ghraib en Irak et entreprend une série d'œuvres inspirées de ces faits. En 2008, il est nommé docteur honoris causa par l'universidad autónoma de Nuevo León où il présenta une exposition de ses œuvres polémiques sur Abou Ghraib.

### Vie privée et dernières années
Sa troisième et dernière épouse, Sophía Vári, est également peintre et sculpteur de statues monumentales. Les Botero vivent et travaillent jusqu'à leur mort à Paris et à Monaco, mais aussi à New York (États-Unis) et à Pietrasanta, près de Lucques en Toscane (Italie).
Quatre mois après la mort de Sophia Varí survenue le 5 mai 2023 à Monaco, Botero meurt chez lui dans la même ville le 15 septembre 2023 d'une pneumonie,. Il est inhumé au cimetière de Pietrasanta, en Italie.

## Distinctions
- Grand-croix de l'ordre d'Isabelle la Catholique

## Œuvre

### Thématique

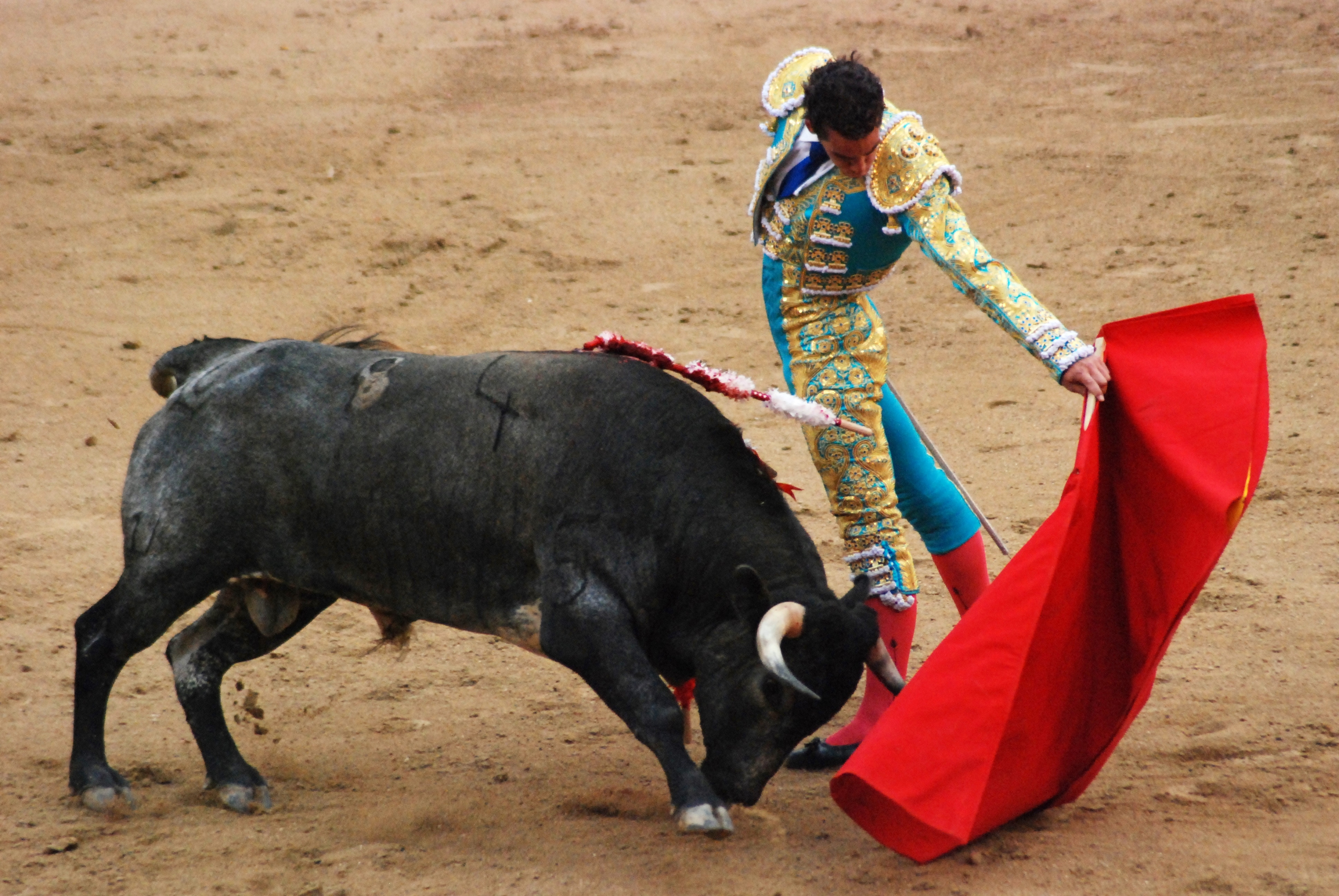
La tauromachie, l'un des sujets préférés de Botero.

Ses sujets de prédilection sont notamment les natures mortes, les nus féminins, les portraits de famille, les scènes de tauromachie ou celles de la vie quotidienne de la société colombienne. Botero introduit également des thèmes plus graves dans son œuvre, tels que la violence en Colombie ou les tortures subies par les prisonniers de la prison d'Abou Ghraib.
Selon Botero, la corrida contient des éléments magiques pour un artiste comme les couleurs vives, les mouvements dynamiques, le spectacle, la violence et la beauté. Il en est de même pour le costume du torero, le ruedo et ses barrières, l'arène et le public. Bien que n'étant pas indifférent à la controverse suscitée par la tauromachie, il défend sa valeur artistique et culturelle. Il estime ainsi que, pour une ville telle que Medellín, les taureaux sont de l'art, font partie de la culture espagnole et doivent être conservés car « l'art ne peut pas disparaître ».
Parmi ses œuvres taurines importantes : La Corrida (The Bullfight painting) présentée pour la première fois en 1985 à la Marlborough Gallery de New York, est un ensemble monographique sur la corrida de 25 toiles. Il est composé des différents tercios (phases) de la lidia, généralement de grands formats comme Le Picador allant à l'arène ou La Mort de Luis Chalmeta.
En 2008, Peter Schamoni a réalisé un documentaire : Botero. Geboren in Medellín (« Botero, né à Medellín ») dans lequel il décrit, entre autres, la passion du peintre pour la tauromachie. En 2010, Botero a réalisé l'affiche annonçant la corrida d'Arles où Sébastien Castella se présentait seul devant six taureaux.
Comme de nombreux autres peintres, Fernando Botero aime faire son autoportrait, se peignant ainsi souvent déguisé et vivant dans une tout autre époque. On peut, par exemple, citer ses peintures Autoportrait en conquistador (1986) ou Autoportrait en Vélasquez (1986).
Inspiré par les œuvres de quelques peintres européens célèbres, Botero s'est basé sur certaines de leurs peintures pour réaliser quelques tableaux, mais avec un style particulier. On peut notamment citer Mona Lisa qui s'inspire de La Joconde de Léonard De Vinci, Infanta Margarita qui reprend le personnage principal de la peinture Les Ménines de Diego Vélasquez ou encore Federico da Montefeltro, confectionné à partir d'une huile sur bois de Piero della Francesca. Botero explique en ces mots son choix de copier certaines œuvres :

« Prendre pour modèle une peinture d'un autre peintre, ce que je fais souvent, c'est se mesurer à la puissance picturale d'une œuvre. Si la position esthétique que l'on a est absolument originale par rapport à celle à laquelle on se confronte, l'œuvre que l'on fait est elle-même originale. »

Cependant, pour l'ensemble de son œuvre, Botero avoue ne pas travailler avec des modèles :

« Je n’ai jamais travaillé avec des modèles. Un modèle pour moi constituerait une limitation à ma liberté de dessiner ou de peindre. Je n’ai jamais posé trois objets sur une table pour faire une nature morte. Je ne me suis jamais placé, non plus, dans un endroit particulier pour reproduire un paysage. En réalité, je n’ai besoin de rien devant moi. Mes choix de personnages sont arbitraires et tous sont le fruit de mon imagination. »

— Entretien en 2007.

### Style
Botero, à l'instar d'autres artistes latino-américains de renommée, comme Diego Rivera, José Clemente Orozco ou David Alfaro Siqueiros, fut influencé par l'art européen. Alors que ces derniers s'inspiraient des révolutions picturales de l'époque, tel le cubisme, le peintre et sculpteur colombien profita de son séjour à Paris pour visiter les musées et s'inspirer des classiques de la Renaissance, jusqu'à Ingres. L'emploi de couleurs vives et franches est également omniprésent dans les peintures de Botero.
Fernando Botero a dû attendre la création de Nature morte à la mandoline pour obtenir un véritable succès. Cette toile représente un moment charnière parce qu’elle fixe son style qui est surtout marqué par la rondeur de ses personnages. Ainsi, Botero explique en ces mots la naissance de sa touche artistique personnelle :

« J'avais toujours cherché à rendre le monumental dans mon œuvre. Un jour, après avoir énormément travaillé, j'ai pris un crayon au hasard et j'ai dessiné une mandoline aux formes très amples comme je le faisais toujours. Mais au moment de dessiner le trou au milieu de l'instrument, je l'ai fait beaucoup plus petit et, soudain la mandoline a pris des proportions d'une monumentalité extraordinaire […]. »

Généralement, dans l'œuvre de Botero, ses personnages n'expriment pas de sentiments ni d'états d'âmes, l'artiste gardant ainsi une attitude empreinte d'une impartialité détachée, même lorsqu'il fait le portrait de cardinaux ou de gens puissants. Mario Vargas Llosa parle même, à propos des peintures de Botero, d'un « manque de dramatisme » et d'une « imperturbabilité préromantique ». Dans la plupart des hommes et des femmes réalisés par Botero, et ce malgré leur poids, une impression de légèreté, de souplesse et de grâce en ressort. Enfin, à la question « pourquoi ses personnages sont gros », Botero répond :

« Gros, mes personnages ? Non, ils ont du volume, c'est magique, c'est sensuel. Et c'est ça qui me passionne : retrouver le volume que la peinture contemporaine a complètement oublié […]. »

### Sculpture

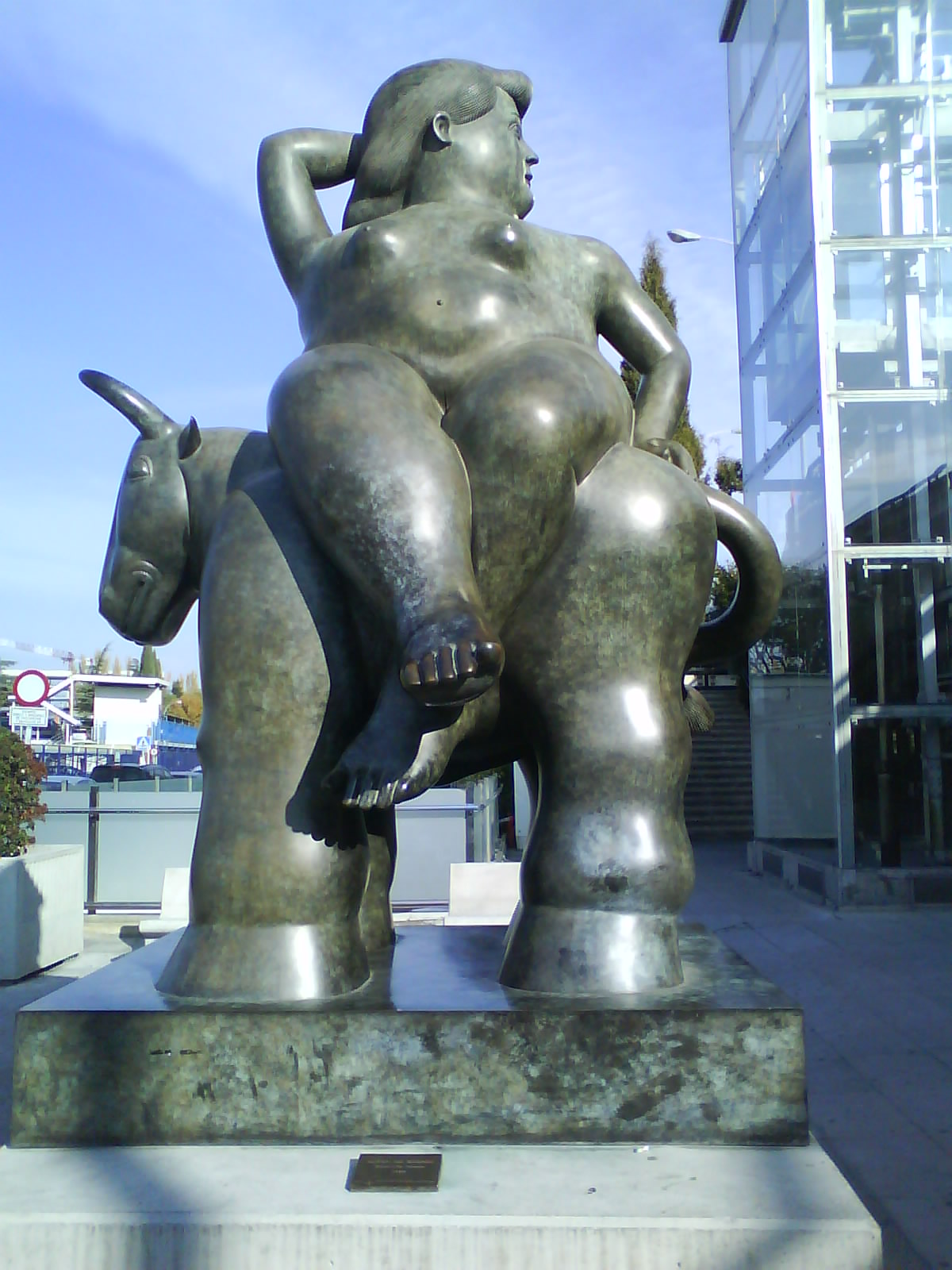
L'Enlèvement d'Europe (1992), aéroport Adolfo Suárez Madrid-Barajas.

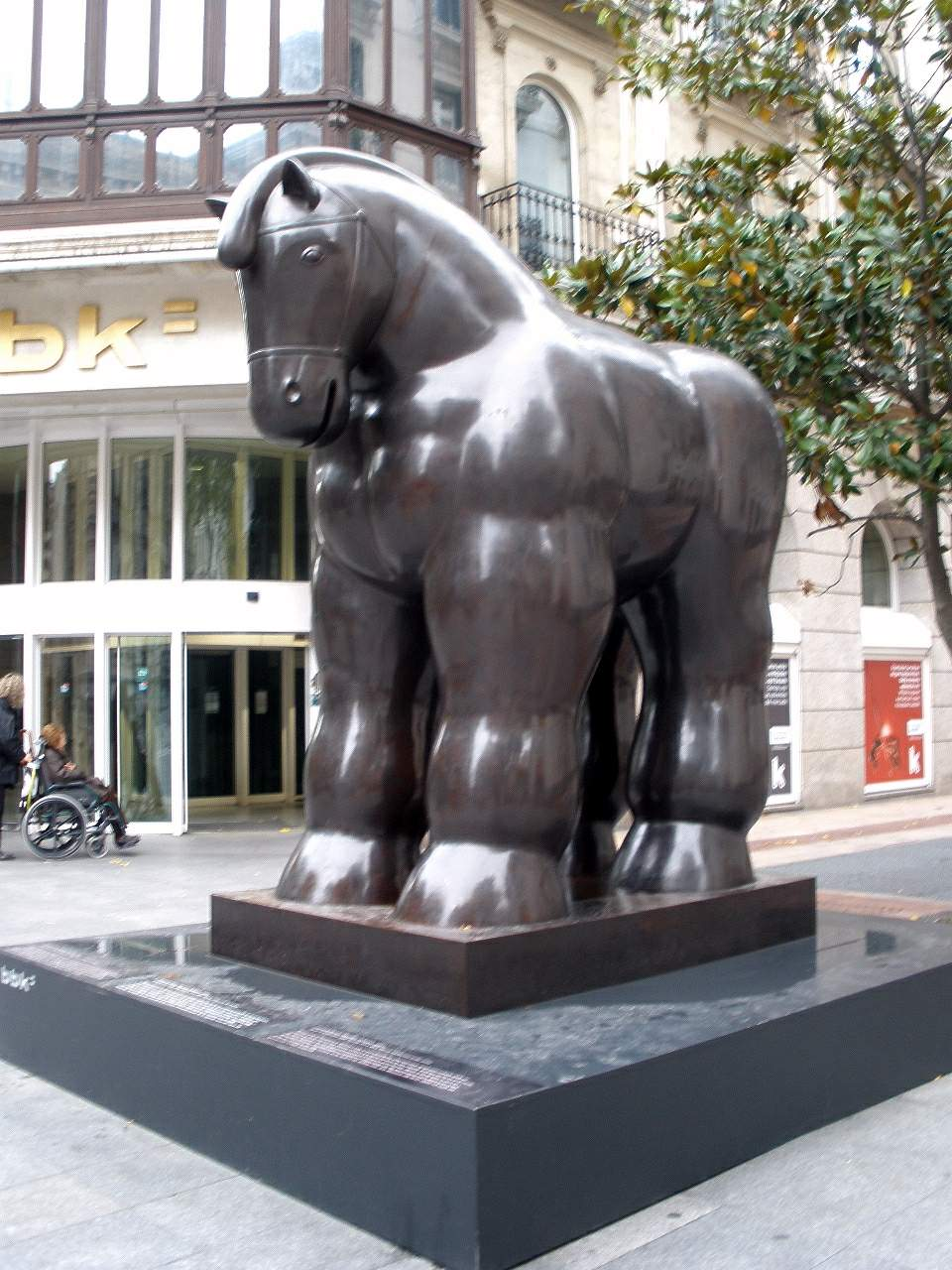
Caballo con bridas (Cheval avec bride) à Bilbao.

Entre 1963 et 1964, Fernando Botero s'essaie à la sculpture. En raison de contraintes financières l'empêchant de travailler avec du bronze, il fait ses sculptures avec de la résine acrylique et de la sciure de bois. Il réalise notamment, en 1964, Small Head (Bishop), une sculpture peinte avec beaucoup de réalisme. Cependant, la matière étant trop poreuse, ne tenant pas dans le temps et sa consistance terreuse ne conviennent pas à Botero qui décide d'abandonner.
En 1973, après un long séjour à New York, Botero décide de s’établir à Paris où il s’initie de nouveau à la sculpture avec le bronze comme matériau. Pour Botero, cette forme d'art est le prolongement naturel de son univers pictural. En effet, ses personnages prennent leur pleine mesure grâce à l'espace en trois dimensions, leurs formes voluptueuses deviennent palpables et offrent ce que l’artiste appelle une « alternative poétique à la réalité ». Les œuvres sculpturales de Fernando Botero trouvent notamment leurs sources dans l'art de l'Égypte antique ou dans les premières cultures américaines. On peut aussi penser qu'elles se basent sur certains cultes, les femmes nues étant un exemple de fertilité pour des idoles préhistoriques ou les sphinx étant les gardiens des temples du monde antique.
Sa passion pour la sculpture est tellement importante pour l'artiste qu'il y consacre les années 1976 et 1977, période durant laquelle il crée vingt-cinq œuvres. Plusieurs sculptures de Botero ont été exposées en Europe, la première exposition de treize œuvres sculpturales se déroulant en 1977 au Grand Palais de Paris. En 1983, Fernando Botero installe un atelier à Pietrasanta en Italie, village connu pour l'abondance de marbre blanc où s’approvisionnait Michel-Ange, ainsi que pour la qualité de ses fonderies. Il y travaille le bronze et le marbre. Ses sculptures qui peuvent être de très grande taille ont par exemple été exposées à Florence en 1991, sur l'avenue des Champs-Élysées à Paris en 1992 ou encore sur Park Avenue à New York en 1993. Certaines de ses sculptures sont également installées dans des espaces publics de Lisbonne, Madrid, Munich, Singapour ou encore Tokyo. En 2007, sept statues en bronze, évaluées au total à 3,5 millions d'euros et placées dans une des fonderies de Pietrasanta, sont volées.

### Dessins et aquarelles
Dans le travail de Fernando Botero, le dessin a toujours compté autant que la peinture ou la sculpture, même si cela reste un aspect de son art bien plus méconnu. Dans ses dessins, Botero, qui a créé plusieurs personnages qu'il utilise régulièrement (comme l'homme à la fine moustache présent dans plusieurs de ses peintures, dessins et sculptures), privilégie les couleurs telles que le noir et le blanc mais également des couleurs plus vives comme l'ocre, le jaune, le rose ou le vert.
Les dessins de Botero sont multiples. Dans un premier temps, on trouve les dessins préparatoires qui sont généralement de simples croquis esquissés au crayon sur des bouts de papier pour une éventuelle future peinture ou sculpture. Par ailleurs, les autres dessins sont réalisés comme des œuvres à part entière. En effet, ils reproduisent rarement une peinture exécutée à l'huile, l'inverse, à savoir la reproduction d'un dessin sur un tableau, étant également rare. Outre l'utilisation du crayon, certains dessins sont également exécutés au fusain sur toile (La Famille, en 1990) ou à la sanguine (Le Lit, en 1974, Trois musiciens, en 1990).

### Principales expositions
Dans le quartier La Candelaria, à Bogota, se trouve le musée Botero, d'accès gratuit pour tous. Ce musée expose des œuvres provenant de la collection personnelle de Botero qui en a fait don à la Colombie. On y retrouve 123 créations de Botero lui-même et 85 œuvres d'autres artistes comme Max Beckmann, Pierre Bonnard, Marc Chagall, Salvador Dalí, Joan Miró, Pablo Picasso ou Auguste Renoir, parmi les plus célèbres.
En 2006, Fernando Botero a exposé une série de 87 dessins et peintures qu’il a réalisés sur les tortures infligées par les militaires américains aux prisonniers de la prison d'Abou Ghraib dans une galerie new-yorkaise, à partir de photographies prises par les soldats américains et de leurs témoignages. Depuis, cette exposition a voyagé, notamment à l'American University Museum de Washington DC, à l'université de Berkeley en 2007 et au centre des arts de Monterrey, au Mexique, en 2008.
En 2007, l’exposition intitulée « L'univers baroque de Fernando Botero » est présentée au musée national des beaux-arts du Québec, à Québec.
D'autres expositions ont eu lieu :
- « Fernando Botero » (1951 et 1952) à la galerie Leo Matiz de Bogota ;
- « Fernando Botero » (1966) au Staatliche Kunsthalle de Baden-Baden ;
- « Fernando Botero » (1979) au Hirshhorn Museum and Sculpture Garden à Washington ;
- « Fernando Botero : La Corrida » (1985), monographie, à la galerie Marborough de New York[59] ;
- « Fernando Botero : peintures de tauromachie » (1987) au musée Reina Sofía de Madrid[59] ;
- « Fernando Botero : 50 années de vie artistique » (2001) à l'Antiguo Colegio de San Ildefonso, Mexico ;
- « Fund-Raiser Exhibition » avec Sonia Falcone au Calvin Charles Gallery (2003) de Scottsdale, Arizona ;
- « Botero at Ebisu » (2004) à Tokyo ;
- « Fernando Botero » (2006) à Athènes ;
- « Abu Ghraib. El circo » (2008) à Valence ;
- « Via Crucis » (2011) à New York ;
- « Fernando Botero Boterosutra » (2015-2016) au musée Würth d'Erstein, France ;
- « Botero, dialogue avec Picasso » (2017) au centre d'art de l'hôtel Caumont à Aix-en-Provence ;
- « Fernando Botero - A Still Life Retrospective » (2018) à la Custot Gallery Dubai au Moyen-Orient.

### Prix Fernando-Botero
En décembre 2009, la Fondation des jeunes artistes colombiens décide de mettre fin à la remise du prix Fernando-Botero, qui récompensait depuis 2005 un jeune artiste colombien de moins de 35 ans pour un montant de 100 millions de pesos (34 000 euros), à la suite des propos tenus dans la presse par l'artiste colombien qui déclarait être très mécontent des œuvres primées par un jury international.

### Dons de ses œuvres
Lors de sa carrière d'artiste, Fernando Botero fait souvent don des œuvres qu'il a réalisées. Le musée de Zea à Medellín ouvre une nouvelle salle portant le nom de salle Pedro Botero qui contient seize œuvres données par l'artiste colombien en souvenir de son fils décédé lors d'un accident de la route. En 1984, il fait don de plusieurs sculptures au musée d'Antioquia de Medellín et de dix-huit peintures au musée national de Bogota. Il fait également un don issu de sa collection privée aux villes de Bogota et de Medellín en 2000. Cette collection comprenait plus de deux cents peintures, dessins et sculptures de Botero ainsi qu'une centaine d'œuvres de divers artistes tels que Picasso, Monet, Renoir, Matisse, Henry Moore, etc.
En 2012, Botero fait don au musée d'Antioquia des toiles et des dessins composant l'exposition « Viacrucis : la passion du Christ », soit 27 peintures à l'huile et 34 dessins. Ce nouveau don fait au musée d'Antioquia permet à cet établissement d'être celui ayant le plus grand nombre d'œuvres de l'artiste avec un total de 187 œuvres, en comptant les toiles, les dessins et les sculptures.

### Œuvre littéraire
En marge de son travail créatif prolifique, Botero écrit six histoires qui sont un reflet de son univers artistique. Selon sa fille Lina, ces textes sont rédigés en 1980 par Botero alors qu'il est contraint au repos à cause d'une grippe. Ne pouvant rester inactif, il décide alors d'écrire et d'illustrer des histoires courtes. Elles sont publiées pendant un temps le dimanche dans le journal colombien El Tiempo mais le peintre ne souhaite pas continuer sa carrière littéraire qui n'aura duré qu'un mois. Ces textes, qui révèlent « la magie et la poésie contenue dans la peinture », sont imprimés dans le catalogue de l'exposition « Fernando Botero. Celebración » qui a eu lieu de mars à juin 2012, dans le palais des beaux-arts de Mexico, à l'exception d'un dont l'illustration était irrécupérable[pas clair].

## Hommages
En 2009, l'Allemand Peter Schamoni réalise le documentaire Botero. Geboren in Medellín d'une durée de 90 minutes. Ce film est réalisé à l'occasion des 75 ans de la naissance de Fernando Botero et relate sa carrière de peintre et de sculpteur,. Il est également présenté à l'occasion du Festival international du film sur l'art (FIFA) en mars 2010,.
En avril 2020, durant la pandémie de Covid-19, la comédienne catalane Itziar Castro (1977-2023), atteinte de lipœdème, publie sur les réseaux sociaux une adaptation de l'œuvre de l'artiste.

### Filmographie
- Je suis unique. Fernando Botero, réalisé par Mauricio Martinez-Cavard, L'Harmattan vidéo, Paris ; Zarafa Films, Pantin, 2001, 52 minutes (DVD).
- Botéro, 4 saisons, réalisé par Georges Bégou, Paris, 2006 (cop. 1992), 53 minutes (DVD).
- (en) Fernando Botero, the rebel, documentaire de 52 minutes (voir en ligne).